# هوشینو نائوکی
هوشینو نائوکی (به ژاپنی: 星野 直樹, Hoshino Naoki)؛ ۱۰ آوریل ۱۸۹۲ – ۱۶ ژانویهٔ ۱۹۷۸) سیاستمدار اهل ژاپن بود. او در دادگاه نظامی بین‌المللی شرق آسیا محاکمه شد.